# Mord uden grænser
Mord uden grænser er en dansk-tysk-belgisk drama-tv-serie, der går under det internationale navn The Team (da: Holdet). Serien havde dansk tv-premiere på DR1 den 22. februar 2015, og tre år efter udkom anden sæson, som havde premiere på DR1 12. august 2018. Denne sæson af serien foregår over otte afsnit, og hovedforfatterne bag er Peter Thorsboe og Mai Brostrøm og instruktøren er Kathrine Windfeld. Endvidere er serien produceret af Nordisk film og ZDF i samarbejde med blandt andet DR.
Serien foregår flere steder i Europa, hovedsageligt i Danmark, Tyskland og Belgien, hvor de tre hovedpersoner kommer fra. Hovedrollerne spilles af den danske skuespiller Lars Mikkelsen (Harald Bjørn), den tyske skuespillerinde Jasmin Gerat (Jackie Mueller) og den belgiske skuespillerinde Veerle Baetens (Alicia Verbeek). Serien berører forskellige sociale og samfundsmæssige emner da de tre hovedpersoner, Harald, Jackie og Alicia, bliver ført sammen for at samarbejde om at finde ud af, hvem der har dræbt de tre kvinder Vaida, Greta og Maria.

## Handling og hovedpersoner
Efterforskeren Harald Bjørn er i Schweiz og nyder sin ferie sammen med sin gravide hustru men bliver afbrudt af et opkald fra Europol. Tre kvinder er blevet dræbt i tre forskellige lande; Danmark, Tyskland og Belgien. Det første mord har fundet sted en torsdag i Tyskland, derefter fredagen efter i Belgien og til sidst lørdag i Danmark. Kvinderne er alle prostituerede, og de er alle blevet skudt i venstre øje og har derudover fået en finger skåret af. Sammen med den tyske efterforsker Jackie Mueller og den belgiske efterforsker Alicia Verbeek, står Harald i spidsen for denne efterforskning, der senere viser sig at være langt mere kompliceret, end de i første omgang havde troet.
I jagten på at finde morderen på de tre kvinder, finder de tre efterforskere ud af, at kvinderne har en relation til hinanden. Seks år tidligere blev deres fælles veninde Armande Claes dræbt, og hendes kæreste Jean-Louis bliver sigtet for drabet. Dog har Jean-Louis nu seks år senere filmet de tre kvinder, der fortæller, at det var Marius Loukauskis, der dræbte Armande. Jean-Louis, der har kræft og derfor ikke har lang tid tilbage at leve i, er opsat på at rense sit navn og vælger derfor at afslutte sin bog, som han startede på, da han blev anholdt for mordet på Armande. Denne bog afslører, at Marius Louskauskis er en stor del af organiseret menneskehandel, hvor prostitution blot er en lille del af det.
Samtidig med at de tre efterforskere Harald, Jackie og Alicia forsøger at opklare sagen, må de hver især se deres fortrængte sider i øjnene. Harald og Jackie har en fortid sammen, da de for syv år siden havde en affære, hvor Jackie stadig var gift. Dette påvirker deres liv på hjemmefronten, og de må hver især kæmpe for at redde deres ægteskab. Samtidig går Alicia og kæmper med at tage sig af sin alkoholiserede mor og sin lillesøster, der arbejder som prostitueret.

### Hvem er morderen?
I de otte afsnit bliver der begået flere mord og forbrydelser, og de bliver ikke begået af samme person. Til at starte med er man sikker på, at Jean-Louis har dræbt de tre kvinder, da man i starten af første afsnit kan se ham besøge de tre kvinder. Fokusset bliver dog hurtigt flyttet over på Marius Louskauskis, efter de tre piger har sagt, at han har dræbt Armande, og hun blev dræbt på samme måde som de tre andre; et skud i venstre øje og en afskåren finger.
Dog finder man senere ud af, at det er Louskauskis' ekskone Dahlia der har hyret forskellige personer til at dræbe dem, da hun ser en mulighed for at tage en del af formuen, som Louskauskis har. Dahlia ender dog med selv at blive dræbt, men handlingen slutter dog ikke her.
Menneskehandlen er meget større, end efterforskerne havde regnet med. Jean-Louis har fundet utallige mennesker der er blevet købt til at være henholdsvis slaver, prostituerede, lejemordere osv., og det er Marius Louskauskis, der står bag en stor del af det. De tre efterforskere får dog fanget Louskauskis til sidst og med hjælp fra Jean-Louis' udgivelse af sin bog får Harald, Jackie og Alicia slået ned på slavehandelen.

## Modtagelse
Mord Uden Grænser fik en blandet modtagelse af seerne. Efter premieren skrev Billed Bladet, at det første afsnit af serien havde et seertal på 1,4 millioner ifølge Gallup.
serien foregår i mange lande i Europa, og er ligeledes også solgt til mange forskelige lande. Schweiz, Østrig, Tyskland, Sverige, Holland, Frankrig og Belgien Anmeldelserne fra seerne på Internet Movie Database (IMDb) er dog meget blandede. På IMBb besidder serien 6,9 ud af 10 stjerner

## Medvirkende (udvalg)
- Lars Mikkelsen: Harald Bjørn (8 afsnit)
- Jasmin Gerat: Jackie Mueller (8 afsnit)
- Veerle Baetens: Alicia Verbeeck (8 afsnit)
- Nicholas Ofczarek: Marius Loukauskis (8 afsnit)
- Carlos Leal: Jean-Louis Poquelin (8 afsnit)
- Ida Engvoll: Kit Ekdal (8 afsnit)
- Koen De Bouw: Frank Aers (8 afsnit)
- Miriam Stein: Natascha Stark (8 afsnit)
- Hilde Van Mieghem: Stéphane Pernel (8 afsnit)
- Alexandra Rapaport: Liv Eriksen (8 afsnit)
- Filip Peeters: Bruno Koopmann (8 afsnitt
- Marc Benjamin: Max Ritter (8 afsnit)
- Jella Haase: Bianca Loukauskis (8 afsnit)
- Sunnyi Melles: Iris Gabler (8 afsnit)
- Andreas Pietschmann: Elias Mueller (8 afsnit)
- André Hennicke: Rainer Stark (8 afsnit)
- Ole Boisen: Finn Moesgaard (8 afsnit)
- Nadeshda Brennicke: Dahlia Loukauskis (8 afsnit)
- Lisbeth Wulff: Else Højby (8 afsnit)
- Natalia Rudziewicz: Maria Gabler (8 afsnit)
- Vilija Zebrauskiene: Rita Orlova (7 afsnit)
- Mathilde Fiedler: Lili Mueller (6 afsnit)
- Celia Birkholz: Lea Mueller (6 afsnit)
- Kristina Korsholm: Sugarsweet (5 afsnit)
- Carla Rosenmeier: Audra Alomis (5 afsnit)
- Sebastian Grünewald: Septimus (5 afsnit)
- Line Pillet: Fifi Verbeeck (4 afsnit)
- Marijke Pinoy: Justine Verbeeck (4 afsnit)
- Milton Welsh: Theo Janke (4 afsnit)
- Vaida Butyte: Vaida Alomis (4 afsnit)
- Simonetta Solder: Gabriella Vinci (2 afsnit)
- Zana Gonciar: Greta Orlova (2 afsnit)